# Leonardo Mayer
Leonardo Martin Mayer (Corrientes, 15 maggio 1987) è un ex tennista argentino.
In singolare nel circuito maggiore ha vinto due edizioni dell’ATP 500 di Amburgo, nelle edizioni 2014 e 2017 e disputato altre tre finali, in doppio ha vinto un titolo su cinque finali disputate.
I suoi migliori ranking ATP sono stati il 21º posto in singolare nel giugno 2015 e il 48º in doppio nel gennaio 2019. Ha fatto parte della squadra argentina che ha vinto per la prima volta la Coppa Davis nell'edizione del 2016. Tra gli juniores ha vinto il torneo di doppio al Roland Garros 2005 e quello stesso anno è stato il nº 2 del ranking mondiale juniores

## Biografia
Nasce da Orlando e Estela Mayer, ha i due fratelli Gabriel e Walter e la sorella Veronica. Comincia a giocare a tennis all'età di 9 anni. Nel dicembre 2019 sposa Milagros, dalla quale ha il figlio Valentino nel gennaio 2017 e i gemelli Pedro e Camilo nel dicembre 2020.

## Carriera

### Juniores
Debutta nell'ITF Junior Circuit nel settembre 2003 e nel febbraio 2004 vince il primo titolo in doppio in un torneo di Grade 2 cileno. Il primo titolo in singolare lo vince nell'ottobre successivo in un Grade 5 brasiliano. I risultati più significativi arrivano nel 2005, in marzo vince il suo unico Grade A in singolare al Banana Bowl in Brasile e in giugno trionfa nel torneo di doppio del Roland Garros juniores in coppia con Emiliano Massa, battendo in finale Sergei Bubka / Jeremy Chardy. Grazie a questi successi sale alla 2ª posizione nel ranking mondiale di categoria. Agli US Open 2005 si spinge fino ai quarti di finale e, all'ultimo torneo tra gli juniores, in dicembre vince il prestigioso Orange Bowl di doppio, ancora in coppia con Massa, superando in finale Marin Čilić / Nikola Mektic. Chiude l'esperienza dopo aver vinto 6 titoli in singolare e 6 in doppio.

### 2003-2005, inizi tra i professionisti e primi titoli ITF
Fa la sua prima apparizione tra i professionisti in singolare nel settembre 2003 al torneo ITF Argentina F3 e vince il primo incontro disputato. Nel 2004 perde il suo primo incontro in un torneo del circuito Challenger. Inizia a giocare con continuità nell'estate del 2005 e in agosto alza il primo trofeo vincendo assieme a Emiliano Massa il torneo di doppio all'ITF Argentina F6. Si ripete in doppio vincendo un altro torneo ITF in settembre e a novembre vince il primo titolo in singolare al torneo ITF Chile F6.

### 2006-2007, primi titoli Challenger
Dall'estate del 2006 inizia a giocare soprattutto nei Challenger, in agosto disputa la prima finale di categoria nel torneo di doppio a Campos do Jordão in coppia con Jacob Adaktusson e vengono sconfitti da Marcelo Melo / André Sá. Il mese successivo vince il torneo di doppio al Brazil F12, dopo il quale abbandona definitivamente i tornei ITF. A novembre conquista il primo titolo Challenger nel torneo di doppio di Guayaquil, dove in coppia con Juan Pablo Brzezicki supera in due set in finale Marcel Felder / Fernando Vicente. La settimana dopo disputa la prima finale Challenger in singolare a Puebla e viene sconfitto da Robert Kendrick con il punteggio di 5-7, 4-6.
Nel gennaio 2007 gioca per la prima volta le qualificazioni in un torneo del Grande Slam agli Australian Open e viene eliminato al secondo incontro, e uscirà nelle qualificazioni anche negli altri tornei dello Slam del 2008. In maggio vince con Brzezicki il torneo di doppio a Naples e il 22 luglio vince il primo Challenger in singolare sconfiggendo nella finale di Cuenca Thomaz Bellucci per 6-3, 6-2. Con questi successi fa il suo ingresso nella top 200 del ranking ATP in entrambe le specialità. Nel prosieguo della stagione disputa e perde altre tre finali Challenger in doppio, mentre in singolare perde in agosto la finale al Challenger di Graz e vince in novembre quella di Puebla contro il polacco Dawid Olejniczak.

### 2008, esordio nel circuito maggiore e 102º nel ranking
Nella prima parte del 2008 viene di nuovo sconfitto nelle qualificazioni del circuito maggiore a Buenos Aires e a Wimbledon ma continua a conseguire discreti risultati nel circuito Challenger, che gli consentono di proseguire l'ascesa nel ranking e di debuttare nel circuito maggiore in luglio a Kitzbühel, dove al primo turno supera il nº 87 del ranking Denis Gremelmayr, primo top 100 sconfitto in carriera, e viene quindi eliminato da Jürgen Melzer. Rimane comunque impegnato principalmente nei Challenger, nel finale di stagione perde le finali al Bronx, a Cali e a Asunción e in novembre sconfigge Sergio Roitman nella finale di Medellin, risultato con cui si porta al 102º posto mondiale, nuovo best ranking. Nel 2008 disputa inoltre quattro finali in doppio, vince quelle di Florianapolis, Quito e Asuncion ma non riesce a migliorare il 133º posto raggiunto nel 2017.

### 2009, prime semifinali ATP, esordio in Coppa Davis e 54º nel ranking
Il 2009 è il primo anno in cui si dedica quasi esclusivamente ai tornei del circuito maggiore, a febbraio vince contro Roitman il suo secondo incontro ATP a Johannesburg e in marzo raggiunge per la prima volta i quarti di finale ad Acapulco con i successi sui top 100 Diego Junqueira e Carlos Moya; si deve quindi ritirare durante l'incontro con Gaël Monfils e a fine torneo fa il suo esordio nella top 100. In maggio supera per la prima volta le qualificazioni in uno Slam al Roland Garros e al primo turno elimina il nº 16 del mondo James Blake in cinque set, cedendo al secondo turno sempre in cinque set a Tommy Haas. Dopo i quarti di finale disputati a Eastbourne, fa il suo debutto a Wimbledon sconfiggendo Óscar Hernández e al secondo turno viene battuto da Fernando González.
In luglio fa il suo esordio nella squadra argentina di Coppa Davis con una sconfitta in doppio nella sfida vinta 3-2 dalla Repubblica Ceca. Continua l'ascesa nel ranking durante lo swing estivo americano, disputa la sua prima semifinale ATP a Los Angeles e viene sconfitto da Carsten Ball, mentre nei quarti di finale a New Haven perde al terzo set contro Igor' Andreev. Allo US Open 2009 raggiunge il secondo turno e viene eliminato da Radek Štěpánek, risultato con cui si trova al 54º posto mondiale. Durante la stagione disputa 11 tornei in doppio, nella prima parte del 2009 vince i Challenger di San Paolo del Brasile e Tunisi, e i migliori risultati nel circuito maggiore sono la semifinale raggiunta a Los Angeles con Denis Istomin e i quarti di finale a Bangkok e Lione.

### 2010, prima finale ATP in doppio e seconda semifinale in singolare

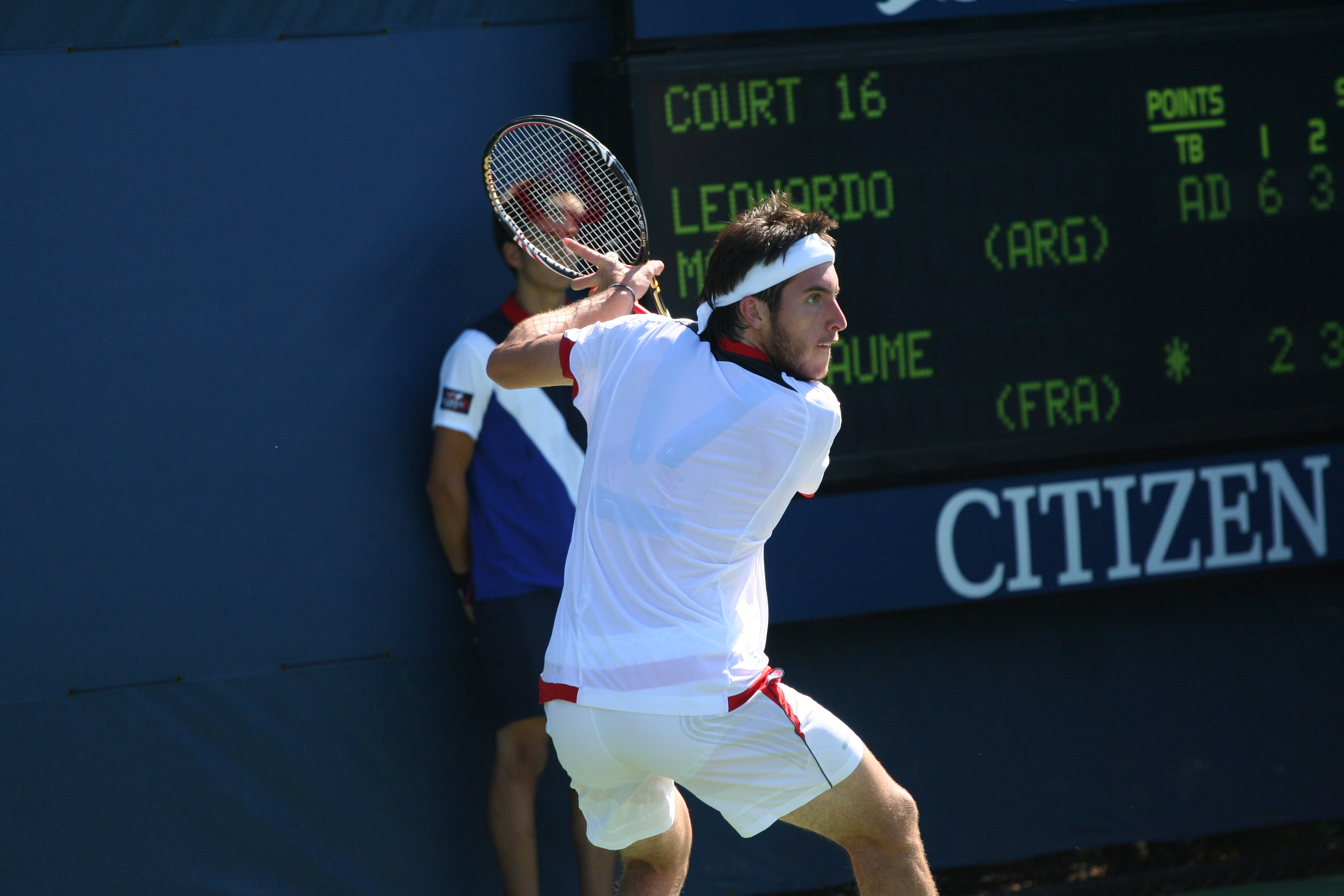
Mayer agli US Open nel 2010

Inizia il 2010 con i quarti di finale a Sydney dove elimina Igor' Andreev e Pablo Cuevas e viene sconfitto da Julien Benneteau. Al suo debutto all'Australian Open viene eliminato al primo turno da Lukáš Lacko e a febbraio torna a giocare i quarti di finale a Delray Beach. La settimana dopo disputa il suo primo incontro di Davis in singolare e sconfigge Joachim Johansson. A maggio arriva in semifinale a Nizza con i successi sui top 30 Thomaz Bellucci e Marcos Baghdatis e viene eliminato da Fernando Verdasco. Si spinge fino al terzo turno al Roland Garros e cede al quinto set al nº 12 del mondo Marin Čilić – risultato con cui porta il best ranking alla 51ª posizione – ma sarà la prima di una serie di 11 sconfitte consecutive che si protrarrà fino al 2011. Chiude la stagione a inizio settembre dopo gli US Open e alla fine del 2010 si trova alla 94ª posizione mondiale.
Durante la stagione ottiene buoni risultati in doppio a cominciare dagli Australian Open, dove raggiunge il terzo turno con Horacio Zeballos. Desta sensazione al successivo torneo di San José, dove gioca in coppia con Benjamin Becker e nei quarti eliminano i fuoriclasse Bob e Mike Bryan, si spingono fino alla finale e vengono sconfitti da Mardy Fish / Sam Querrey. Arrivano quindi i quarti di finale a Memphis e la semifinale a Delray Beach, alla quale è costretto a dare forfait; a fine torneo entra per la prima volta nella top 100 del ranking di doppio e a luglio arriva alla 88ª posizione. Altri risultati di rilievo sono i secondi turni raggiunti negli ultimi tre Slam stagionali.

### 2011, primo titolo ATP in doppio, crollo e risalita nel ranking di singolare
In gennaio esce dalla top 100 e torna a vincere un incontro in singolare dopo oltre otto mesi in febbraio a Costa do Sauípe, dove supera le qualificazioni e raggiunge il secondo turno. Quello stesso mese vince il suo primo titolo in un torneo ATP nel torneo di doppio a Buenos Aires, gioca assieme a Oliver Marach e hanno la meglio in finale su Franco Ferreiro / André Sá con il punteggio di 7-6, 6-3. Continua però a raccogliere risultati deludenti in singolare, la classifica peggiora ed è costretto a tornare a giocare nei Challenger, a maggio esce dalla top 200. Torna a mettersi in luce a fine mese al Roland Garros superando le qualificazioni e raggiungendo il terzo turno dopo il successo su Marcos Baghdatis; nell'incontro con Robin Söderling raccoglie solo 8 game. A luglio vince il suo quarto titolo Challenger a Dortmund battendo in finale Thomas Schoorel e la settimana successiva perde in finale alla Trani Cup. Torna nella top 100 dopo la finale Challenger persa a Genova e quella vinta a Napoli in ottobre contro Alessandro Giannessi, e in novembre vince anche il Challenger di São Leopoldo.

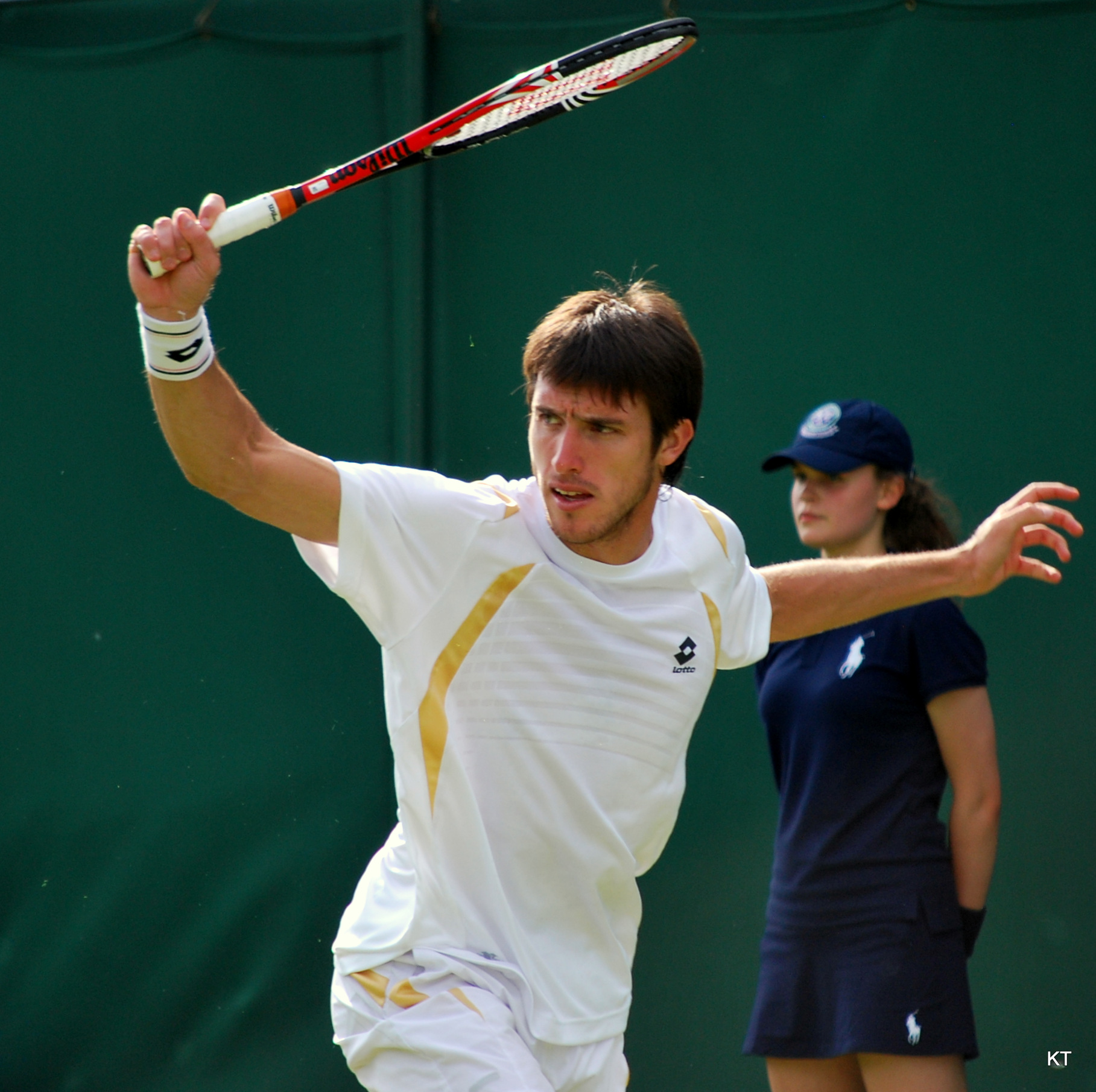
Mayer a Wimbledon nel 2012

### 2012, una finale ATP in doppio e un titolo Challenger
Il primo risultato significativo del 2012 sono i quarti di finale raggiunti in febbraio a San Paolo del Brasile con i successi su Juan Carlos Ferrero e Jeremy Chardy prima di cedere a Thomaz Bellucci. In maggio vince i tre incontri disputati alla World Team Cup, ma l'Argentina viene eliminata dalla Repubblica Ceca. Si ferma nuovamente al terzo turno al Roland Garros, sconfitto da Nicolas Almagro. Eliminato nei quarti di finale a Los Angeles da Rajeev Ram, ad agosto consegue il miglior risultato stagionale in doppio arrivando alla finale di Winston-Salem, persa in coppia con Pablo Andujar contro Santiago González / Scott Lipsky. Si spinge per la prima volta fino al terzo turno agli US Open e viene eliminato da del Potro. Chiude la stagione con buoni risultati nei Challenger, su cui spicca la finale vinta a Guayaquil contro Paolo Lorenzi.

### 2013, un titolo Challenger
Nel febbraio 2013 perde nella semifinale di doppio a Viña del Mar e nei quarti di finale in singolare contro Nadal ad Acapulco. Al successivo torneo di Indian Wells arriva per la prima volta al terzo turno in un Masters 1000, ma deve dare forfait prima del match con Nadal. Eliminato all'esordio nei primi tornei stagionali del Grande Slam, esce di scena al secondo turno a Wimbledon e agli US Open. Torna a giocare nei quarti di finale a Kitzbühel e viene eliminato da Marcel Granollers. Assente nelle prime sfide stagionali di Coppa Davis, viene schierato nella semifinale persa 3-2 contro la Repubblica Ceca, perde il primo incontro con Tomáš Berdych e si aggiudica quello con Jiri Vesely a risultato già acquisito dai cechi. Come l'anno precedente, chiude la stagione con buoni risultati nei Challenger e con il titolo vinto a Guayaquil, dove supera in finale Pedro Sousa.

### 2014, primo titolo ATP in singolare e 25º nel ranking
Eliminato al secondo turno agli Australian Open, disputa la sua prima finale ATP in singolare a Viña del Mar dopo aver annullato 4 match-ball a Tommy Robredo nel secondo turno. Nel match decisivo cede a Fabio Fognini con il punteggio di 2-6, 4-6. Nei successivi 6 tornei raggiunge il secondo turno solo una volta e torna a mettersi in luce in maggio arrivando nei quarti di finale a Oeiras e a Nizza. Eliminato nuovamente al terzo turno da Nadal al Roland Garros, si spinge per la prima volta fino al quarto turno in una prova dello Slam a Wimbledon e viene sconfitto da Grigor Dimitrov; con questo risultato entra per la prima volta nella top 50 della classifica ATP. Il 20 luglio conquista il suo primo titolo in singolare nel circuito maggiore all'ATP 500 German Open di Amburgo battendo in finale per 6-7, 6-1, 7-6 il nº 7 del mondo David Ferrer, nella sua unica vittoria in carriera su un top 10. Con questo successo si spinge fino alla 27ª posizione mondiale.
Con il terzo turno raggiunto in singolare agli US Open approda alla 25ª posizione mondiale, arriva inoltre nei quarti di finale in doppio assieme a Carlos Berlocq e vengono sconfitti dalle teste di serie nº 4 Ivan Dodig / Marcelo Melo. Con i suoi due successi in singolare nei play-off di Coppa Davis contro Israele garantisce la permanenza nel Gruppo Mondiale all'Argentina, che si aggiudica la sfida per 3-2. In ottobre, al secondo turno dello Shanghai Masters spreca 5 match-ball e viene sconfitto da Roger Federer, che si aggiudicherà il titolo. In doppio disputa le semifinali negli ATP 500 di Pechino e Valencia e porta il best ranking di specialità al 68º posto.

### 2015, una finale ATP e 21º nel ranking
Nel gennaio 2015 perde la semifinale di Sydney contro Michail Kukuškin ed esce al secondo turno agli Australian Open. Nella tournée sudamericana non va oltre i quarti di finale di São Paulo, e vince entrambi i singolari nella sfida di Davis in cui l'Argentina ha la meglio sul Brasile per 3-2. Eliminato al terzo turno al Miami Masters, al Madrid Masters sconfigge al secondo turno il nº 12 del ranking Feliciano Lopez e al turno successivo perde contro Milos Raonic. A maggio disputa a Nizza la sua terza finale in un torneo ATP e cede al tie-break del set decisivo contro Dominic Thiem. Esce di scena al terzo turno al Roland Garros e il 22 giugno si porta al 21º posto mondiale, che rimarrà il suo best ranking in carriera. Raggiunge i quarti di finale a Nottingham e viene eliminato al terzo turno anche a Wimbledon.
Vince entrambi gli incontri disputati nella sfida di Coppa Davis in cui l'Argentina supera per 4-1 la Serbia e si qualifica per la semifinale. Non prende parte al torneo di Amburgo dove era campione uscente e perde diverse posizioni nel ranking. Nel prosieguo della stagione vince solo 5 dei 14 incontri disputati in singolare. Eliminato al primo turno agli US Open, raggiunge nuovamente i quarti di finale nel torneo di doppio in coppia con João Sousa e vengono sconfitti in due set da Steve Johnson / Sam Querrey. Torna a essere protagonista in Davis nella semifinale di Bruxelles contro il Belgio, disputa il primo singolare e il doppio e li vince entrambi, un problema agli adduttori gli impedisce di giocare il secondo singolare e sono i padroni di casa ad accedere alla finale imponendosi per 3-2.

### 2016, trionfo in Coppa Davis e crollo nel ranking
Fa il suo esordio stagionale a Doha e viene sconfitto nei quarti da Novak Đoković. Nelle trasferte australiane e sudamericane vince solo uno dei quattro incontri disputati in singolare, mentre in doppio disputa la semifinale a Sydney. Con i suoi due successi in singolare, risulta decisivo nella sfida di Coppa Davis vinta 3-2 contro la Polonia. Non va oltre il terzo turno a Indian Wells, dove supera Groth e Troicki prima della sconfitta subita contro Cilic. Inizia a soffrire per una tendinite alla spalla che gli impedirà di giocare alcuni tornei nel periodo primaverile ed estivo. L'ultimo discreto risultato della stagione in singolare nel circuito maggiore sono i quarti di finale raggiunti all'Estoril in aprile. Le eliminazioni al secondo turno a Nizza, dove era vice-campione uscente, e quelle al primo turno a Roland Garros e a Wimbledon lo fanno uscire dalla top 100. Torna a giocare nei Challenger e ad agosto vince quello di Manerbio, dove perde la finale in doppio.
In settembre prende parte alla trasferta di Glasgow per la semifinale di Coppa Davis contro i britannici, non gioca in singolare nella prima giornata e nella seconda perde il doppio insieme a Del Potro, reduce dalla maratona nel primo singolare in cui aveva sconfitto il nº 1 mondiale Andy Murray. Con le squadre sul 2-2, Mayer viene schierato in singolare al posto dell'affaticato del Potro e regala l'accesso alla finale all'Argentina sconfiggendo in quattro set Daniel Evans. Dopo aver perso contro Renzo Olivo la finale al Challenger de Buenos Aires, vince quella in doppio al Lima Challenger. Viene convocato ma non scende in campo per la finale vinta contro la Croazia a Zagabria, nella quale l'Argentina si aggiudica per la prima volta il trofeo. Chiude la stagione alla 139ª posizione del ranking in singolare, la peggiore dall'agosto 2011.

### 2017, secondo titolo ATP e top 50
Rientra a giocare a febbraio inoltrato e si deve ritirare nel corso del match di secondo turno a Buenos Aires. In marzo perde la finale al Challenger di Tigre contro Tarō Daniel. In primavera esce al secondo turno all'ATP di Houston e gioca senza successo nei Challenger. Dopo l'eliminazione nelle qualificazioni al Roland Garros, a luglio perde la finale al Båstad Challenger contro Dušan Lajović. A fine mese vince il suo secondo titolo ATP in singolare trionfando nuovamente nell'ATP 500 di Amburgo; parte dalle qualificazioni, sconfigge tra gli altri il nº 24 del ranking Albert Ramos Viñolas e supera nell'atto conclusivo Florian Mayer per 6-4, 4-6, 6-3. Guadagna così 89 posizioni nel ranking e si trova alla 49ª, tornando a giocare con continuità nel circuito maggiore. Supera le qualificazioni anche agli US Open, elimina quindi Richard Gasquet e Yuichi Sugita e al terzo turno strappa per la prima volta un set a Rafael Nadal, che vince al quarto parziale; si ferma al terzo turno anche nel torneo di doppio.

### 2018, una finale ATP in singolare

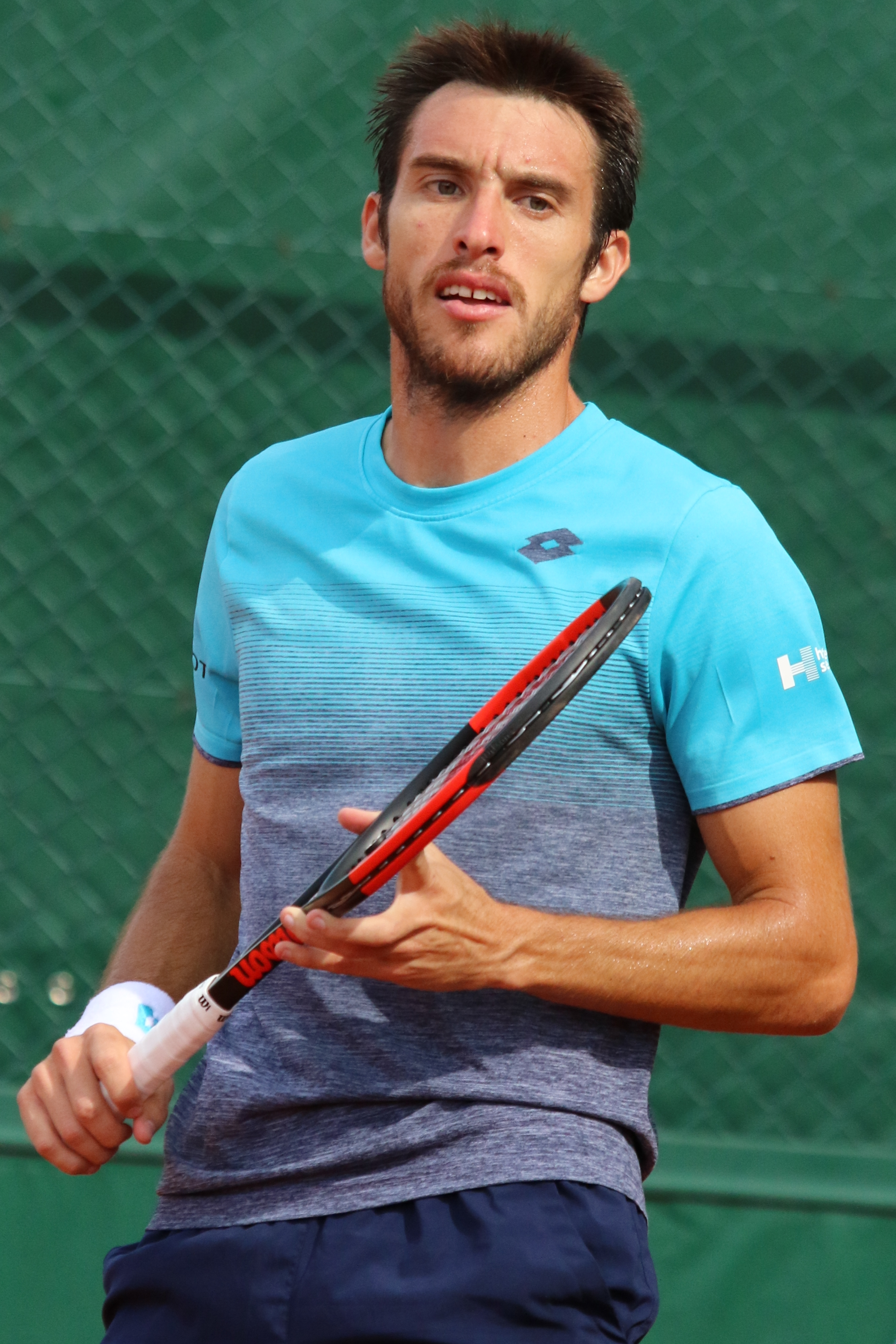
Mayer al Roland Garros nel 2018

A inizio stagione disputa con Horacio Zeballos la finale in doppio all'ATP di Brisbane e vengono sconfitti da Henri Kontinen / John Peers. Al secondo turno di Buenos Aires elimina il nº 22 ATP Fognini ed esce nei quarti per mano di Gaël Monfils; si spinge fino ai quarti anche a São Paulo. Al successivo torneo di Indian Wells raggiunge per la prima volta il quarto turno in un Masters 1000 e viene eliminato al terzo set da del Potro, che vincerà il torneo. Dopo la semifinale giocata in doppio all'Estoril, batte Fognini anche a Madrid, elimina quindi Fernando Verdasco e cede al terzo turno ad Alexander Zverev, che a sua volta vincerà il titolo; con questi risultati sale al 36º posto mondiale. Esce al primo turno in singolare sia al Roland Garros che a Wimbledon; in entrambi i tornei di doppio raggiunge il terzo turno e si porta al 61º posto nel ranking.
A fine luglio disputa la sua terza finale in carriera ad Amburgo; elimina nell'ordine Ramos-Viñolas, Monfils, il nº 12 ATP Diego Schwartzman e in semifinale ha la meglio su Jozef Kovalik dopo aver annullato un match-ball. In finale perde 5-7 al terzo set contro Nikoloz Basilašvili e scende al 51º posto mondiale. Al Cincinnati Masters supera il nº 17 del mondo Lucas Pouille e perde al terzo turno contro Federer. Vince ancora un incontro in singolare a Winston-Salem e dà inizio a una serie di 7 sconfitte consecutive, chiudendo il 2018 al 56º posto della classifica ATP.

### 2019, semifinale in doppio agli Australian Open
A inizio stagione viene sconfitto in singolare nei quarti di finale a Auckland e al secondo turno agli Australian Open; a Melbourne consegue il risultato più prestigioso in carriera in una prova del Grande Slam arrivando in semifinale nel torneo di doppio in coppia con João Sousa, superano nei quarti le teste di serie nº 6 Raven Klaasen / Michael Venus e cedono in due set a Kontinen / Peers. Questo risultato lo porta al 48º posto mondiale, che resterà il suo miglior ranking in carriera in doppio. I migliori risultati in singolare nel periodo successivo sono i quarti di finale raggiunti a São Paulo e il terzo turno a Miami. Raggiunge per la prima volta il quarto turno al Roland Garros eliminando tra gli altri Schwartzman e raccoglie solo 8 giochi contro Federer. Una serie di problemi alla gamba destra, al collo e alla schiena lo condizionano nella seconda parte della stagione. Nel torneo di Umago vince i suoi ultimi incontri in carriera in un tabellone principale ATP superando Pablo Andujar e Jiri Vesely e viene eliminato nei quarti da Laslo Đere. Con l'eliminazione al primo turno ad Amburgo perde numerose posizioni nel ranking. In questo periodo si mette in luce soprattutto in doppio con la semifinale giocata a Umago e i quarti di finale agli US Open. A fine anno prende parte alla fase finale di Coppa Davis, giocata con la nuova formula, viene schierato in doppio in coppia con Maximo Gonzalez e vincono solo uno dei tre incontri disputati.

### 2020-2021, declino e ritiro
Il 2020 segna l'inizio del declino per Mayer, a inizio stagione perde tutti e sette gli incontri disputati in singolare prima della lunga pausa del tennis mondiale per la pandemia di COVID-19, e già il 20 gennaio esce definitivamente dalla top 100. A febbraio gioca nel torneo di doppio all'ATP di Córdoba assieme ad Andres Molteni la sua ultima finale in carriera e perdono 8-10 il set decisivo contro Marcelo Demoliner / Matwe Middelkoop. In marzo disputa il suo ultimo incontro in Coppa Davis e viene sconfitto da Daniel Elahi Galán. Chiude l'esperienza nella manifestazione con un bilancio totale di 15 vittorie e 9 sconfitte, di cui 11 vittorie e 4 sconfitte in singolare. Alla ripresa delle attività vince in singolare solo alcuni incontri nei Challenger e nelle qualificazioni ATP, senza superarle, mentre in doppio vince un incontro al Roland Garros. Gioca l'ultimo match in un tabellone principale ATP al primo turno del Chile Open 2021 e viene sconfitto da Pedro Sousa. La sua ultima vittoria da professionista arriva in marzo al primo turno dell'Challenger Oeiras III, quando batte in tre set Juan Ignacio Londero. Disputa l'ultimo incontro in carriera nelle qualificazioni di Wimbledon 2021, quando era al 236º posto del ranking. Si prende una pausa di riflessione e il 7 ottobre successivo annuncia il ritiro.

## Dopo il ritiro
Nel 2022 entra come consulente tecnico nel team degli allenatori della squadra argentina di Coppa Davis capitanato da Guillermo Coria.

## Statistiche

### Singolare

#### Vittorie (2)
| Legenda              |
| Grande Slam (0)      |
| ATP Finals (0)       |
| ATP Masters 1000 (0) |
| ATP Tour 500 (2)     |
| ATP Tour 250 (0)     |

| N. | Data           | Torneo                   | Superficie  | Avversario in finale | Punteggio           |
| 1. | 20 luglio 2014 | German Open, Amburgo     | Terra rossa | David Ferrer         | 6(3)–7, 6–1, 7–6(4) |
| 2. | 30 luglio 2017 | German Open, Amburgo (2) | Terra rossa | Florian Mayer        | 6–4, 4–6, 6–3       |

#### Finali perse (3)
| Legenda              |
| Grande Slam (0)      |
| ATP Finals (0)       |
| ATP Masters 1000 (0) |
| ATP Tour 500 (1)     |
| ATP Tour 250 (2)     |

| N. | Data            | Torneo                          | Superficie  | Avversario in finale | Punteggio           |
| 1. | 9 febbraio 2014 | Royal Guard Open, Viña del Mar  | Terra rossa | Fabio Fognini        | 2–6, 4–6            |
| 2. | 23 maggio 2015  | Open de Nice Côte d'Azur, Nizza | Terra rossa | Dominic Thiem        | 7–6(8), 5–7, 6(2)–7 |
| 1. | 29 luglio 2018  | German Open, Amburgo            | Terra rossa | Nikoloz Basilašvili  | 4–6, 6–0, 5–7       |

### Doppio

#### Vittorie (1)
| Legenda              |
| Grande Slam (0)      |
| ATP Finals (0)       |
| ATP Masters 1000 (0) |
| ATP Tour 500 (0)     |
| ATP Tour 250 (1)     |

| N. | Data             | Torneo                   | Superficie  | Compagno      | Avversari in finale      | Punteggio   |
| 1. | 20 febbraio 2011 | Copa Claro, Buenos Aires | Terra rossa | Oliver Marach | Franco Ferreiro André Sá | 7–6(6), 6–3 |

#### Finali perse (4)
| Legenda              |
| Grande Slam (0)      |
| ATP Finals (0)       |
| ATP Masters 1000 (0) |
| ATP Tour 500 (0)     |
| ATP Tour 250 (4)     |

| N. | Data             | Torneo                                | Superficie     | Compagno         | Avversari in finale                | Punteggio        |
| 1. | 14 febbraio 2010 | Pacific Coast Championships, San Jose | Cemento indoor | Benjamin Becker  | Mardy Fish Sam Querrey             | 6(3)–7, 5–7      |
| 2. | 25 agosto 2012   | Winston-Salem Open, Winston-Salem     | Cemento        | Pablo Andújar    | Santiago González Scott Lipsky     | 3–6, 6–4, [2–10] |
| 3. | 7 gennaio 2018   | Brisbane International, Brisbane      | Cemento        | Horacio Zeballos | Henri Kontinen John Peers          | 6–3, 3–6, [2–10] |
| 4. | 9 febbraio 2020  | Córdoba Open, Córdoba                 | Terra rossa    | Andrés Molteni   | Marcelo Demoliner Matwé Middelkoop | 3–6, 6(4)–7      |

### Tornei minori

#### Singolare

##### Vittorie (10)
| Legenda        |
| Challenger (9) |
| Futures (1)    |

| N.  | Data             | Torneo                                                      | Superficie  | Avversario in finale | Punteggio   |
| 1.  | 13 novembre 2005 | Chile F6, Santiago del Cile                                 | Terra rossa | Emiliano Redondi     | 6-3, 6-4    |
| 2.  | 22 luglio 2007   | Cuenca Challenger, Cuenca                                   | Terra rossa | Thomaz Bellucci      | 6-3, 6-2    |
| 3.  | 25 novembre 2007 | Abierto de Puebla, Puebla                                   | Cemento     | Dawid Olejniczak     | 6-1, 6-4    |
| 4.  | 16 novembre 2008 | Open Medellin, Medellin                                     | Terra rossa | Sergio Roitman       | 6-4, 7-5    |
| 5.  | 31 luglio 2011   | Internationale Westfälische Tennismeisterschaften, Dortmund | Terra rossa | Thomas Schoorel      | 6-3, 6-2    |
| 6.  | 2 ottobre 2011   | Tennislife Cup, Napoli                                      | Terra rossa | Alessandro Giannessi | 6-3, 6-4    |
| 7.  | 6 novembre 2011  | São Léo Open, São Leopoldo                                  | Terra rossa | Nikola Ćirić         | 7-5, 7–6(1) |
| 8.  | 10 novembre 2012 | Challenger Ciudad de Guayaquil, Guayaquil                   | Terra rossa | Paolo Lorenzi        | 6-2, 6-4    |
| 9.  | 17 novembre 2013 | Challenger Ciudad de Guayaquil, Guayaquil                   | Terra rossa | Pedro Sousa          | 6–4, 7–5    |
| 10. | 28 agosto 2016   | Internazionali di Tennis di Manerbio, Manerbio              | Terra rossa | Filip Krajinović     | 7–6(3), 7–5 |

##### Finali perse (12)
| Legenda         |
| Challenger (12) |
| Futures (0)     |

| N.  | Data              | Torneo                                   | Superficie     | Avversario in finale     | Punteggio           |
| 1.  | 26 novembre 2006  | Abierto de Puebla, Puebla                | Cemento        | Robert Kendrick          | 5-7, 4-6            |
| 2.  | 19 agosto 2007    | S Tennis Masters Challenger, Graz        | Terra rossa    | Victor Hănescu           | 6(4)–7, 2-6         |
| 3.  | 17 agosto 2008    | Bronx Tennis Classic, Bronx              | Cemento        | Lukáš Dlouhý             | 0-6, 1-6            |
| 4.  | 21 settembre 2008 | Open Cali, Cali                          | Terra rossa    | Marcos Daniel            | 2-6, rit.           |
| 5.  | 12 ottobre 2008   | Copa Asunción, Asunción                  | Terra rossa    | Martín Vassallo Argüello | 3–6, 6–3, 7–6(2)    |
| 6.  | 7 agosto 2011     | Trani Cup, Trani                         | Terra rossa    | Steve Darcis             | 6-4, 3-6, 2-6       |
| 7.  | 11 settembre 2011 | Genoa Open Challenger, Genova            | Terra rossa    | Martin Kližan            | 3-6, 1-6            |
| 8.  | 4 novembre 2012   | Open Medellín, Medellín                  | Terra rossa    | Paolo Lorenzi            | 6(5)–7, 7–6(4), 4-6 |
| 9.  | 29 settembre 2013 | Open d'Orleans, Orléans                  | Cemento indoor | Radek Štěpánek           | 3-6, 4-6            |
| 10. | 16 ottobre 2016   | Challenger de Buenos Aires, Buenos Aires | Terra rossa    | Renzo Olivo              | 6–2, 6(3)–7, 6(3)–7 |
| 11. | 19 marzo 2017     | Copa Ciudad de Tigre, Tigre              | Cemento        | Tarō Daniel              | 7–5, 3–6, 4–6       |
| 12. | 15 luglio 2017    | Båstad Challenger, Båstad                | Terra rossa    | Dušan Lajović            | 6–2, 7–6(4)         |

#### Doppio

##### Vittorie (11)
| Legenda        |
| Challenger (8) |
| Futures (3)    |

| N.  | Data              | Torneo                                        | Superficie  | Compagno             | Avversari in finale                  | Punteggio           |
| 1.  | 13 agosto 2005    | Argentina F6, Buenos Aires                    | Terra rossa | Emiliano Massa       | Diego Cristin Maximo Gonzalez        | 6–1, 5–7, 6–4       |
| 2.  | 24 settembre 2005 | Argentina F12, Buenos Aires                   | Terra rossa | Emiliano Massa       | Diego Cristin Lucas Arnold Ker       | 7–6(4), 6–3         |
| 3.  | 23 settembre 2006 | Brazil F12, Caldas Novas                      | Cemento     | Sebastian Decoud     | Frederico Casaro Mashiska Washington | 6–4, 7–5            |
| 4.  | 18 novembre 2006  | Challenger Ciudad de Guayaquil, Guayaquil     | Terra rossa | Juan-Pablo Brzezicki | Marcel Felder Fernando Vicente       | 1–6, 7–5, [14–12]   |
| 5.  | 5 maggio 2007     | Naples Challenger, Naples                     | Terra rossa | Juan-Pablo Brzezicki | Pablo Cuevas Horacio Zeballos        | 6–1, 6(4)–7, [10–8] |
| 6.  | 19 aprile 2008    | Aberto Santa Catarina De Tenis, Florianopolis | Terra rossa | Adrián García        | Bruno Soares Thomaz Bellucci         | 6–2, 6–0            |
| 7.  | 13 settembre 2008 | Quito Challenger, Quito                       | Terra rossa | Hugo Armando         | Ricardo Mello Caio Zampieri          | 7–5, 6–2            |
| 8.  | 11 ottobre 2008   | Copa Asunción, Asunción                       | Terra rossa | Alejandro Fabbri     | Mariano Hood Martín García           | 7–5, 6–4            |
| 9.  | 10 gennaio 2009   | Aberto de São Paulo, São Paulo                | Cemento     | Carlos Berlocq       | Mariano Hood Horacio Zeballos        | 7–6(1), 6–3         |
| 10. | 2 maggio 2009     | Tunis Open, Tunisi                            | Terra rossa | Brian Dabul          | Johan Brunstrom Jean-Julien Rojer    | 6–4, 7–6(6)         |
| 11  | 29 ottobre 2016   | Lima Challenger, Lima                         | Terra rossa | Sergio Galdós        | Ariel Behar Gonzalo Lama             | 6–2, 7–6(7)         |

## Risultati in progressione
| Sigla | Risultato               |
| ----- | ----------------------- |
| V     | Vincitore               |
| F     | Finalista               |
| SF    | Semifinalista           |
| O     | Oro olimpico            |
| A     | Argento olimpico        |
| SF    | Bronzo olimpico         |
| QF    | Quarti di Finale        |
| 4T    | Quarto turno            |
| 3T    | Terzo turno             |
| 2T    | Secondo turno           |
| 1T    | Primo turno             |
| RR    | Round Robin             |
| LQ    | Turno di qualificazione |
| A     | Assente                 |
| ND    | Non disputato           |

| Legenda superfici    |
| -------------------- |
| Cemento              |
| Terra battuta        |
| Erba                 |
| Superficie variabile |

### Singolare
| Torneo                     | 2007 | 2008 | 2009          | 2010          | 2011          | 2012 | 2013          | 2014          | 2015          | 2016 | 2017          | 2018          | 2019          | 2020          | 2021 | V-S   |
| Tornei Grande Slam         |      |      |               |               |               |      |               |               |               |      |               |               |               |               |      |       |
| Australian Open, Melbourne | Q2   | A    | A             | 1T            | 1T            | 1T   | 1T            | 2T            | 2T            | 1T   | A             | 2T            | 2T            | 1T            | A    | 4-10  |
| Open di Francia, Parigi    | Q1   | A    | 2T            | 3T            | 3T            | 3T   | 1T            | 3T            | 3T            | 1T   | Q2            | 1T            | 4T            | Q3            | Q1   | 14-10 |
| Wimbledon, Londra          | Q2   | Q1   | 2T            | 1T            | Q1            | 1T   | 2T            | 4T            | 3T            | 1T   | A             | 1T            | 2T            | ND            | Q1   | 8-9   |
| US Open, New York          | Q2   | Q2   | 2T            | 1T            | A             | 3T   | 2T            | 3T            | 1T            | A    | 3T            | 1T            | 1T            | 1T            | A    | 8-10  |
| Vittorie-Sconfitte         | 0-0  | 0-0  | 3-3           | 2-4           | 2-2           | 4-4  | 2-4           | 8-4           | 5-4           | 0-3  | 2-1           | 1-4           | 5-4           | 0-2           | 0-0  | 34-39 |
| Giochi Olimpici            |      |      |               |               |               |      |               |               |               |      |               |               |               |               |      |       |
| Giochi Olimpici            | ND   | A    | Non disputati | Non disputati | Non disputati | A    | Non disputati | Non disputati | Non disputati | A    | Non disputati | Non disputati | Non disputati | Non disputati | A    | 0-0   |
| Vittorie-Sconfitte         | ND   | 0-0  | Non disputati | Non disputati | Non disputati | 0-0  | Non disputati | Non disputati | Non disputati | 0-0  | Non disputati | Non disputati | Non disputati | Non disputati | 0-0  | 0-0   |

### Doppio
| Torneo                     | 2008 | 2009          | 2010          | 2011          | 2012 | 2013          | 2014          | 2015          | 2016 | 2017          | 2018          | 2019          | 2020          | 2021 | V-S   |
| Tornei Grande Slam         |      |               |               |               |      |               |               |               |      |               |               |               |               |      |       |
| Australian Open, Melbourne | A    | A             | 3T            | 1T            | 2T   | 1T            | 1T            | 2T            | 1T   | A             | 2T            | SF            | 2T            | A    | 10-10 |
| Open di Francia, Parigi    | A    | A             | 2T            | A             | 1T   | 1T            | 1T            | 3T            | 2T   | A             | 3T            | 1T            | 2T            | A    | 7-9   |
| Wimbledon, Londra          | A    | 1T            | 2T            | A             | 1T   | 1T            | 1T            | 1T            | 1T   | A             | 3T            | 2T            | ND            | A    | 4-9   |
| US Open, New York          | A    | 1T            | 2T            | A             | 2T   | 1T            | QF            | QF            | A    | 3T            | 2T            | QF            | A             | A    | 13-9  |
| Vittorie-Sconfitte         | 0-0  | 0-2           | 5-4           | 0-1           | 2-4  | 0-4           | 2-4           | 6-4           | 1-3  | 2-1           | 6-4           | 8-4           | 2-2           | 0-0  | 34-37 |
| Giochi Olimpici            |      |               |               |               |      |               |               |               |      |               |               |               |               |      |       |
| Giochi Olimpici            | A    | Non disputati | Non disputati | Non disputati | A    | Non disputati | Non disputati | Non disputati | A    | Non disputati | Non disputati | Non disputati | Non disputati | A    | 0-0   |
| Vittorie-Sconfitte         | 0-0  | Non disputati | Non disputati | Non disputati | 0-0  | Non disputati | Non disputati | Non disputati | 0-0  | Non disputati | Non disputati | Non disputati | Non disputati | 0-0  | 0-0   |

### Doppio misto
| Torneo                     | 2016 | 2017          | 2018          | 2019          | 2020          | 2021 | V-S |
| Tornei Grande Slam         |      |               |               |               |               |      |     |
| Australian Open, Melbourne | A    | A             | A             | A             | A             | A    | 0-0 |
| Open di Francia, Parigi    | A    | A             | A             | A             | ND            | A    | 0-0 |
| Wimbledon, Londra          | A    | A             | 1T            | A             | ND            | A    | 0-1 |
| US Open, New York          | A    | A             | A             | A             | ND            | A    | 0-0 |
| Vittorie-Sconfitte         | 0-0  | 0-0           | 0-1           | 0-0           | 0-0           | 0-0  | 0-1 |
| Giochi Olimpici            |      |               |               |               |               |      |     |
| Giochi Olimpici            | A    | Non disputati | Non disputati | Non disputati | Non disputati | A    | 0-0 |
| Vittorie-Sconfitte         | 0-0  | Non disputati | Non disputati | Non disputati | Non disputati | 0-0  | 0-0 |

## Vittorie contro top 10
| Stagione | 2014 | 2015 | 2016 | 2017 | 2018 | Totale |
| Vittorie | 1    | 0    | 0    | 0    | 1    | 2      |

| #    | Giocatore      | Rank | Torneo                             | Superficie  | Turno | Punteggio           |
| ---- | -------------- | ---- | ---------------------------------- | ----------- | ----- | ------------------- |
| 2014 |                |      |                                    |             |       |                     |
| 1.   | David Ferrer   | 7    | German Open Hamburg, Amburgo (1)   | Terra rossa | F     | 6(3)–7, 6-1, 7–6(4) |
| 2018 |                |      |                                    |             |       |                     |
| 2.   | Kevin Anderson | 8    | Queen's Club Championships, Londra | Erba        | 1T    | 7–6(4), 4-6, 7–6(3) |